# Heimberg BE
| BE ist das Kürzel für den Kanton Bern in der Schweiz. Es wird verwendet, um Verwechslungen mit anderen Einträgen des Namens Heimberg zu vermeiden. |

Heimberg (im örtlichen Berndeutsch Heemberg [heːmbərg]) ist eine Einwohnergemeinde im Schweizer Kanton Bern.

## Geographie
Heimberg ist die unterste Gemeinde im Aaretal, die zum Berner Oberland gehört. Zur Gemeinde gehören die Weiler Bümberg und Thungschneit (letzteres war bis 1869 eine selbständige Gemeinde), welche nordwestlich der Ortschaft Heimberg liegen.
Die Gemeinde ist einer der nördlichen Vororte der Stadt Thun. Nachbargemeinden von Heimberg sind Fahrni, Steffisburg, Thun, Uetendorf, Uttigen, Kiesen, Brenzikofen und Oppligen.

## Geschichte

Luftbild aus 200 m von Walter Mittelholzer (1925)

Der Ort Heimberg findet sich erstmals 1146 als Heimberc bezeugt. Damals trat ein Ritter Burkhart von Heimberg in einer Urkunde als Zeuge auf. Die Herkunft des Ortsnamens ist nicht sicher: Während Johann Ulrich Hubschmied im Vorderglied den althochdeutschen Personennamen Haimo vermutete, womit der Ortsname ‹Berg des Heimo› bedeuten würde, gibt das Ortsnamenbuch des Kantons Bern aus Gründen der Wortbildung der Erklärung ‹Heim, Wohnsitz, Wohnstätte auf dem Berg› den Vorzug.
Mitte des 12. Jahrhunderts erfolgte der Bau der Holz-Erdburg «Buechwald» oder «Heimberg» und die Rodung des umliegenden Gebietes im Rahmen des Landesausbaus. Die Burg wurde nach der Schlacht bei Grindelwald 1191 nicht zerstört und als Teil des gezielten Ausbaues der Zähringer weiter benutzt. Funde zeigten die nachweisbare Belegung bis zur Auflassung 1250. Mit der Auflassung verschwand die Burgstelle aus dem Gedächtnis der Bevölkerung. Sie wurde 2018 wiederentdeckt und erforscht.⊙
Historisch belegte Namensnennungen:
- 1146: [Burchardus de] Heimberc
- 1175: Heimenberc
- 1250: Heinberch
- 1342: in dem Dorf ze Heimberg

Durch die Töpferei entwickelte sich Heimberg im 18. Jahrhundert sehr stark. Das Töpfergewerbe erreichte seinen Höhepunkt zwischen 1800 und 1850.
1869 wurde die bis dahin selbständige Gemeinde Thungschneit mit Heimberg fusioniert.
Im Jahr 1992 schloss Heimberg mit der Stadt Horažďovice in Tschechien (Südböhmen) ein Freundschaftsabkommen als Partnergemeinde ab. Seither wird der gegenseitige Kontakt auf Behörden-, Vereins- und Schulebene gepflegt.
1996 feierte Heimberg seinen 850. Geburtstag mit einem grossen Fest mit Umzug und verschiedenen anderen Aktivitäten. Aus diesem Anlass wurde auch ein neues Heimberger-Buch herausgegeben.

## Töpferei
Die Region Heimberg/Steffisburg  war im späten 18. und im 19. Jahrhundert der wichtigste Töpfereistandort im Kanton Bern. An der Strasse von Bern nach Thun im früheren Amtsbezirk Thun bestanden um 1850 zusammen mit einer Reihe benachbarter Ortschaften aus dem Amtsbezirk Konolfingen – Jaberg, Kiesen, Oppligen, Diessbach, Wichtrach und Münsingen – zeitweise maximal 80 Hafnereien. Heimberg selbst zählte im Jahr 1764 234 Einwohner in 47 Haushalten. Das direkt benachbarte Steffisburg umfasste 924 Einwohner in 184 Haushalten. Bis 1856 stieg die Zahl der Haushalte allein in Heimberg auf 234 bei 1217 Einwohnern. 1880 hatten Heimberg 1149 und Steffisburg 3898 Einwohner.
Die keramische Produktion in der Region Heimberg begann um 1730. Zu diesem Zeitpunkt zog Abraham Herrmann (1698–1750) aus Langnau mit seiner Familie nach Heimberg bzw. später nach Steffisburg. Ihm folgte um 1752 sein jüngerer Bruder Peter Herrmann (1712–1764). Die ältesten archivalischen Nachweise für Abraham Herrmann stammen vom 29. April 1731. Es kann nur vermutet werden, dass Abraham und Peter Herrmann die zuhause erlernte Produktion von Keramik im «Langnauer Stil» in Heimberg fortsetzten. Dies ist jedoch in keiner Weise gesichert. Nach 1780 entwickelte sich aufgrund externer Einflüsse ein typischer, eigenständiger «Heimberger Stil» mit schwarzbrauner oder rotbrauner Grundengobe und Malhorndekor. Etwa gleichzeitig mit Abraham Herrmann liessen sich weitere Hafner aus dem Emmental – Huttwil, Langnau oder Signau – oder aus der Ostschweiz – Herisau – in Heimberg nieder. Ab ca. 1770/1780 lässt sich archivalisch eine steigende Zuwanderung ausländischer Gesellen und teilweise auch Hafner, vor allem aus der Region Schaffhausen, aus Württemberg, Hessen und der Pfalz, aber auch aus Österreich, nachweisen. 1798 lassen sich in Heimberg 14 Hafner bei 111 volljährigen männlichen Ortseinwohnern nachweisen. Ausserdem arbeitete ein Hafner in Oppligen, und vier produzierten in Steffisburg.
Alexandre Brongniart, Direktor der Porzellanmanufaktur in Sèvres, veröffentlichte 1844 eine kurze Beschreibung zu Heimberg und seiner Keramikproduktion: «[…] sie haben die harte und entschiedene Farbgebung, welche für gewöhnlich die schweizerischen Ornamente charakterisiert. In diesem kleinen Distrikt von Heimberg, von Thun aus etwas mehr als ein Kilometer entfernt, an der Strasse nach Bern, gibt es mehr als 50 Töpfer. Die Tonmasse dieser Keramik setzt sich aus zwei Tonerden zusammen, welche der näheren Umgebung entstammen: die eine, rötliche, stammt aus Merlingen, die andere von Steffisburg im Heimberg; vor dem Brand weist diese Mischung eine rauchgraue Färbung auf; durch natürlich gemischte irdene Engoben, oder durch künstlich gemischte Engoben mit verschiedenen Metalloxyden, gibt man den Stücken verschiedene Farben, das Rot durch Ockererde, das Braun durch Mangan und das Weiss durch eine nicht eisenhaltige weisse Erde. Die rohen, gut getrockneten Stücke werden gewöhnlich mit diesen Engoben überzogen; auf diese irdenen Überzüge werden grobe, aber äusserst verschiedene Ornamente gelegt, und zwar mit dem Absud der durch guthaftende Oxyde gefärbten Erden, so durch das Antimonium, das Kupfer, das Kobalt oder auch durch das Mangan. Diese Farben befinden sich in kleinen Behältern, welche Lampen gleichen, in deren Ausflussteil ein Federkiel gesteckt wurde; eine Frau malt mit der Farbe, welche durch den Ausfluss fliesst Punkte, Linien und andere Figuren mit welchen sie die Vase verzieren will: die Vielfalt der Ornamente, mit welchen die Töpfer ihre Stücke zu dekorieren wissen, mit diesen einfachen Mitteln, ist erstaunlich. Die Glasur besteht einfach aus Blei-Mennige, welche auf das rohe, gut getrocknete Stück aufgepudert wird. Die Tonmasse, die Engobe, die Ornamente und die Glasur werden zusammen gebrannt, in einem einzigen Arbeitsgang, in Öfen, welche die Form eines liegenden Zylinders aufweisen mit tiefer liegendem Feuerungsraum. Die Feuerung erfolgt mit Tannenholz […]»

## Bevölkerung
Die Einwohnerzahl nahm von 1900 bis 1960 von 1217 auf 2139 zu. Seit 1970 entwickelte sich Heimberg rasant. Per 31. Dezember 2023 hatte Heimberg 7058 Einwohner.

## Abwasser
Zur Reinigung des Abwassers wurde die Gemeinde an die ARA Thunersee in der Uetendorfer Allmend angeschlossen.

## Politik
Heimberg wird von einem siebenköpfigen Gemeinderat regiert. Abstimmungen finden an der Gemeindeversammlung statt.
Die Stimmenanteile der Parteien anlässlich der Nationalratswahl 2023 betrugen: SVP 38,1 % (−1,6 %), SP 15,1 % (+2,9 %), glp 9,1 % (+1,8 %), EVP 7,8 % (+0,1 %), Mitte 7,5 % (−1,8 %), EDU 7,4 % (+1,7 %), FDP 5,4 % (−0,8 %), GPS 5,4 % (−2,1 %).

## Sport
In der Gemeinde Heimberg ist der Fussballclub Heimberg mit 600 Mitgliedern der grösste Verein. Er wurde 1934 gegründet. Der Verein bestreitet seine Heimspiele im «Stadion Waldgarten». Die erste Mannschaft des FC Heimberg spielt in der 3. Liga. Der Verein ist für seine Torhüterausbildung und Juniorenbewegung bekannt. Durch das rasche Wachstum der Bevölkerung fehlt es an Rasen- und Freizeitplätzen.

## Persönlichkeiten
- Abraham Kyburz (1700–1765), evangelischer Geistlicher
- David Tschanz (1717–1784), Gründer der pietistischen Bewegung Heimberger Brüder
- C. A. Schmalz (1887–1966), Zeichner, Keramiker, Töpfer, Plastiker und Maler; ab 1921 hier wohnhaft